# Uroptychus setosipes
Uroptychus setosipes is een tienpotigensoort uit de familie van de Chirostylidae. De wetenschappelijke naam van de soort is voor het eerst geldig gepubliceerd in 1981 door Baba.